# Ошмянская возвышенность
Ошмя́нская возвышенность, Ошмянские гряды (бел. Ашмянскае ўзвышша, Ашмянскія грады) — физико-географический район Белорусской гряды, на северо-востоке Гродненской и западе Минской областей Беларуси. На севере ограничена Нарочано-Вилейской, на юге — Верхненеманской низменностями, на юго-западе Лидской равниной, на востоке переходит в Минскую возвышенность, на западе заходит на территорию Литвы как Мядининкайская возвышенность. Вытянута с северо-запада на юго-восток на 110 км, ширина до 40—50 км. Площадь около 4 тыс. км². Над соседними равнинами возвышается на 75—150 метров, наибольшая высота 320 метров (гора Милидовская). В тектоническом отношении приурочена к Воложинскому грабену и повторяет его ориентировку.
В современной системе физико-географического районирования Беларуси Ошмянская возвышенность относится к Центральному округу Белорусской гряды Западно-Белорусской провинции.

## Геоморфология
Ошмянская возвышенность представляет собой систему фронтальных конечно-моренных гряд возникших при многократном надвиге края Сожского (Московского) ледника в период его отступления. Вместе с Минской возвышенностью составляет единый амфитеатр конечно-моренных образований.
В рельефе выражены 5 кулисообразных гряд шириной от 1—1,5 до 5—7 км, сложенные моренными валунными суглинками и супесями. Грядово-холмистый и холмисто-увалистый рельеф с крутыми склонами имеет относительные высоты от 15—20 до 50—60 метров. Межгрядовые понижения заняты долинными зандрами и озёрно-аллювиальными отложениями Позерского (Валдайского)оледенения. Встречаются отдельные камы и лимно-камы, озовые гряды. На крутых склонах развиты овраги глубиной до 3 метров, длиной до 0,5 км.
Возвышенность прорезают сквозные долины рек Ошмянки, Гольшанки и Западной Березины, образовавшиеся во время спуска воды из приледниковых озёр существовавших на Нарочано-Вилейской низине в период таяния Поозёрского ледника. Верховья рек Ошмянки и Гольшанки связаны заторфованой долиной прорыва шириной 11 км. Восточную часть возвышенности, которая отчленяется долиной Березины, некоторые исследователи относят к Минской возвышенности.

## Гидрология и климат
Реки относятся к бассейну Немана: северные склоны дренируют притоки Вилии — Ошмянка, Уша, Меркис, южные — притоки Немана и Западной Березины — Гавья, Гольшанка, Кревлянка.
Средняя температура января −6,6 °C, июля 17,1 °C, среднегодовое количество осадков 650—700 мм.

## Почвы и растительность
Почвы дерново-подзолистые на моренных супесях и водно-ледниковых песках, в восточной части более плодородные дерново-палево-подзолистые на лёссоподобных суглинках, в поймах рек аллювиальные, в межгрядовых понижениях и на месте бывших озёр торфяно-болотные. Леса занимают 36 % территории, на склонах сосновые и еловые, встречаются берёзово-осиновые, в понижениях ольховые. Распахано около 32 % территории.